# Party of One
Party of One är ett musikalbum av Nick Lowe som gavs ut 1990 på skivbolaget Reprise Records. Albumet producerades av Dave Edmunds som också medverkar med gitarr på skivan. Albumet innehåller bland annat låten "All Men Are Liars" där Lowe gör narr av Rick Astleys hit "Never Gonna Give You Up".

## Låtlista
(låtar utan angiven kompositör av Nick Lowe)
1. "You Got the Look I Like"
2. "(I Want to Build a) Jumbo Ark"
3. "Gai-Gin Man"
4. "Who Was That Man?"
5. "What's Shakin' on the Hill"
6. "Shting-Shtang"
7. "All Men Are Liars"
8. "Rocky Road" (Lowe, Simon Kirke)
9. "Refrigerator White"
10. "I Don't Know Why You Keep Me On"
11. "Honeygun"